# Trofee Maarten Wynants 2015 (mannen)
De 5de editie van de Belgische wielerwedstrijd Trofee Maarten Wynants voor mannen werd verreden op 16 mei 2015. De start en finish vonden plaats in Houthalen-Helchteren. De winnaar was Kevin Peeters, gevolgd door Jelle Wolsink en Dries Hollanders.

## Uitslag
| Trofee Maarten Wynants 2015 |                    |                                                |            |
| Plaats                      | Naam               | Ploeg                                          | Tijd       |
| Winnaar                     | Kevin Peeters      | Vastgoedservice-Golden Palace Continental Team | 3u 33' 34" |
| 2                           | Jelle Wolsink      | Metec-TKH Continental Cyclingteam              | z.t.       |
| 3                           | Dries Hollanders   | Metec-TKH Continental Cyclingteam              | z.t.       |
| 4                           | Benjamin Verraes   | Cibel                                          | z.t.       |
| 5                           | Glenn Rotty        | Cibel                                          | z.t.       |
| 6                           | Timothy Stevens    | Vastgoedservice-Golden Palace Continental Team | z.t.       |
| 7                           | David van der Poel | BKCP-Corendon                                  | z.t.       |
| 8                           | Jens Adams         | Vastgoedservice-Golden Palace Continental Team | z.t.       |
| 9                           | Oscar Riesebeek    | Metec-TKH Continental Cyclingteam              | z.t.       |
| 10                          | Wout Van Aert      | Vastgoedservice-Golden Palace Continental Team | z.t.       |